# La gran rasa
La gran rasa (títol original en francès: Le Grand Fossé) és el vint-i-cinquè àlbum de la sèrie Astèrix el gal. Va ser el primer publicat després de la mort de René Goscinny, quedant Albert Uderzo encarregat del guió i del dibuix. Va ser publicat en francès el 1980.

## Sinopsi
Un poblet gal està dividit per la meitat, i cadascuna d'elles té un cap, que vol ser el cap de tot el poble. El mateix poble està dividit en dos per una rasa. Mentre que un d'ells demana ajut als romans, l'altre envia un missatge a Copdegarròtix, que envia a Astèrix, Obèlix i Panoràmix per ajudar a solucionar el problema. La meitat del poble és traïda pels romans, però són ajudats pels nostres herois i pel fill del cap de l'altra meitat. Després d'aquesta desagradable experiència, el poble es reconcilia sota el mandat del fill d'un cap i la filla de l'altre, mentre que Astèrix, Obèlix i Panoràmix poden tornar feliços al seu poble.

## Comentaris
- Aquest episodi pot ser vist com una sàtira de l'episodi històric del Mur de Berlín. Una altra interpretació seria la reproducció de les tensions entre la França Lliure i la França de Vichy durant la Segona Guerra Mundial; o a les diferències entre flamencs i valons
- La història de Còmix i Fanzine està òbviament basada en la de Romeo i Julieta (incloent l'escena del balcó – p. 14).
- Els habitants del poblet porten les franges dels pantalons de manera diferent: la meitat esquerra les porta horitzontalment i les de la meitat dreta, verticalment (p. 5). Un cop unificat el poble, el disseny dels pantalons passa a ser a quadres (p. 47)
- La primera aparició del cap Segregacionix recorda un famós quadre de Lluís XIV de França, de Jacint Rigau.
- Sempre que Acidnítrix està a la vora, hom es queixa de la pudor de peix. La seva complexió i la seva cara també recorden un peix, sent el primer personatge d'Astèrix que té una aparença antropomòrfica. És l'estereotip de mà dreta i conseller del cap, que sembla lleial però que té els seus propis plans, semblant a la imatge popular de Lluís XIII de França i el Cardenal Richelieu; els personatges del Rei Théoden i Gríma Llengua de Serp de El Senyor dels Anells; o el Califa Haroun El Poussah i el Gran Visir Iznogoud, també de Goscinny.
- El pont construït sobre la rasa ara plena d'aigua s'anomena "Pont de la Concòrdia", en referència al pont homònim parisí.
- Aquest és un dels episodis on Panoràmix realitza pocions diverses, a més de la poció màgica i el primer cop que pren aquesta que esdevé invencible, com ell mateix reconeix.
- Els Pirates, tot navegant per un riu, capturen el bot on viatgen Acidnítrix i Fanzine. Mentre que Còmix i Acidnítrix es barallen, enfonsen el vaixell, mentre que els pirates, Astèrix i Obèlix s'ho miren.
- El bard Assegurançatòrix acaba lligat i penjant d'una branca de l'arbre, mirant un mussol. Mentrestant, Copdegarròtix i Panoràmix comenten que aquesta història de la rasa sembla inverosímil, i que es tracta de quelcom tan absurd que les generacions futures no voldran creure-ho.